# Лас-Маргаритас (муниципалитет)
Лас-Маргари́тас (исп. Las Margaritas) — муниципалитет в Мексике, штат Чьяпас, с административным центром в одноимённом городе. Численность населения, по данным переписи 2020 года, составила 141 027 человек.

## Общие сведения
Название Las Margaritas дано в честь Святой Маргариты.
Площадь муниципалитета равна 3015,4 км², что составляет 4,1 % от площади штата, а наиболее высоко расположенное поселение Сантьяго-Гелатао, находится на высоте 2246 метров.
Он граничит с другими муниципалитетами Чьяпаса: на севере с Альтамирано и Окосинго, на востоке с Маравилья-Тенехапой, на юге с Ла-Тринитарией и Ла-Индепенденсией, на западе с Комитан-де-Домингесом и Чаналем, а также на юге проходит государственная граница с республикой Гватемала.

## Учреждение и состав
Муниципалитет был образован в 1871 году, по данным 2020 года в его состав входит 428 населённых пунктов, самые крупные из которых:
| Код INEGI                  | Населённый пункт                                                                                | Численность населения (2005 год) | Численность населения (2010 год) | Численность населения (2020 год) |
| -------------------------- | ----------------------------------------------------------------------------------------------- | -------------------------------- | -------------------------------- | -------------------------------- |
| 052                        | Всего                                                                                           | 98374                            | 111484                           | 141027                           |
| 0001                       | Лас-Маргаритас (исп. Las Margaritas) 16°18′57″ с. ш. 91°58′54″ з. д. (административный центр)   | 17267                            | 20786                            | 24326                            |
| 0091                       | План-де-Аяла (исп. Plan de Ayala) 16°28′18″ с. ш. 92°01′35″ з. д.                               | 2626                             | 3164                             | 3804                             |
| 0052                       | Халиско (исп. Jalisco) 16°25′45″ с. ш. 91°58′25″ з. д.                                          | 1875                             | 1915                             | 2549                             |
| 0178                       | Вейнте-де-Новьембре (исп. Veinte de Noviembre) 16°37′08″ с. ш. 92°04′51″ з. д.                  | 1942                             | 2207                             | 2517                             |
| 0186                       | Яса (исп. Yasha) 16°23′29″ с. ш. 92°04′06″ з. д.                                                | 1631                             | 1862                             | 2183                             |
| 0078                       | Нуэво-Сан-Хуан-Чамула (исп. Nuevo San Juan Chamula) 16°08′37″ с. ш. 91°26′31″ з. д.             | 820                              | 1684                             | 2068                             |
| 0028                       | Чьяпас (исп. Chiapas) 16°23′02″ с. ш. 91°51′56″ з. д.                                           | 1742                             | 1808                             | 2005                             |
| 0038                       | Франсиско-Мадеро (исп. Francisco I. Madero) 16°17′39″ с. ш. 91°54′32″ з. д.                     | 1554                             | 1626                             | 1915                             |
| 0039                       | Габино-Васкес-Сан-Себастьян (исп. Gabino Vázquez San Sebastián) 16°21′03″ с. ш. 91°56′07″ з. д. | 659                              | 760                              | 1819                             |
| —                          | Прочие                                                                                          | 68258                            | 75672                            | 97841                            |
| Названия на карте Генштаба |                                                                                                 |                                  |                                  |                                  |

## Экономическая деятельность
По статистическим данным 2000 года, работоспособное население занято по секторам экономики в следующих пропорциях:
- сельское хозяйство и скотоводство — 77,1 % ;
- промышленность и строительство — 6,4 %;
- торговля, сферы услуг и туризма — 14,6 %;
- безработные — 1,9 %.

### Сельское хозяйство
Основные выращиваемые культуры: кукуруза, бобы, кофе, сахарный тростник и рис.

### Лесозаготовка
В муниципалитете происходит заготовка древесины таких пород, как: испанский кедр, красное дерево и дуб.

### Производство
В основном это ремесленные мастерские, а также предприятие по изготовлению ограды.

## Инфраструктура
По статистическим данным 2020 года, инфраструктура развита следующим образом:
- электрификация: 95,3 %;
- водоснабжение: 21,9 %;
- водоотведение: 59,7 %.

## Туризм
Основные достопримечательности:
- Археологические памятники цивилизации майя: Шинтауаль, Сан-Хоакин, Сан-Матео, Нуэво-Мацам.
- Архитектурные памятники: здание администрации муниципалитета, церковь Святой Маргариты и бывшие асьенды.
- Природные объекты, в частности водопады Санто-Доминго.